# Hélio Gracie vs. Masahiko Kimura
O duelo entre o brasileiro Hélio Gracie e japonês Masahiko Kimura foi uma épica luta de vale-tudo que aconteceu no dia 23 de outubro de 1951 em pleno gramado do Maracanã.
Masahiko Kimura ganhou usando uma chave de braço chamada ude-garami. Em 1994, durante uma entrevista, Hélio Gracie, admitiu que ficou inconsciente ao ser estrangulado por Kimura, mas que reviveu e continuou lutando. A luta terminou com Kimura aplicando a chave no braço esquerdo de Hélio, que se recusava a "bater" (desistir da luta). Hélio resistiu 18 minutos, arrancando elogios do adversário em plena luta, e só foi vencido quando seu irmão, Carlos Gracie, jogou a toalha, temendo fratura séria.
Algumas fontes mencionam que o braço de Hélio foi, de fato, quebrado, mas segundo fotos tiradas no vestiário, após a luta, e por depoimento do próprio, ficou com o braço dolorido, mas não quebrado.
Como um tributo a vitória de Masahiko Kimura, o golpe "ude garami invertido" foi batizado de "chave Kimura", ou simplesmente Kimura, no Jiu-Jitsu Brasileiro (Brazilian Jiu-Jitsu).

## Os Lutadores
- O japonês Masahiko Kimura era o atual campeão mundial de judô (categoria dos médios), pesava cerca de 85 kg e tinha 1,70 m de altura (enquanto Hélio Gracie pesava 60 kg e tinha 1,75 m de altura). Estava invicto nos seus 15 anos de carreira como atleta.[1] Era considerado no Japão como o maior judoca de todos os tempos.[3]
- Hélio Gracie até então estava invicto.

## A Luta

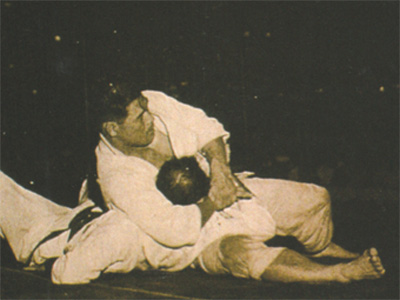
Kimura segurando Gracie com um kesa gatame.

Toshio Yamagushi, Jukio Kato e Masahiko Kimura estavam visitando o Brasil, em julho de 1951, para demonstrações de judô e jiu-jítsu. Hélio e Carlos Gracie receberam dos japoneses a proposta de uma luta entre Hélio e Kato. Hélio pediu para enfrentar Kimura, que negou o pedido, dizendo não ver no brasileiro um adversário à sua altura.
| “ | "Se eu vencer Hélio, dirão que foi pela diferença de peso. Como estou certo da vitória de Kato, acho melhor que assim seja!" | ” |

A luta entre Hélio e Kato foi marcada para o dia 6 de setembro de 1951, no Maracanã. Por ter terminado empatada, uma segunda luta foi marcada para o dia 29 de setembro, no Pacaembu. Hélio, desta vez, venceu a luta, finalizando o rival e deixando-o desacordado.
Vendo a derrota de seu companheiro, Kimura não teve outra alternativa a não ser desafiar Hélio Gracie no centro do gramado do estádio. O desafio foi aceito e marcado para o dia 23 de outubro de 1951. Kimura, seguro de que venceria rapidamente, declarou que, se a luta demorasse mais que três minutos, Hélio Gracie poderia ser considerado o vencedor. Hélio respondeu que "um lutador nunca foge da arena. Kimura pode quebrar meus ossos, mas não vai quebrar minha moral. A um bom esportista não importa ganhar ou perder, mas lutar."
No dia 23 de outubro, uma terça-feira, cerca de 40 mil pessoas (entre elas, o então vice-presidente da república, Café Filho, que fez questão de pessoalmente desejar boa sorte a Hélio Gracie) compareceram ao Maracanã, para assistirem ao duelo.
Disposto a cumprir a promessa de vencer Hélio Gracie em menos de três minutos, Kimura iniciou o combate indo para cima do brasileiro. Por cima no chão, Kimura tentava finalizar a luta de todas as formas, mas Hélio se esquivava e utilizava sua famosa guarda para impedir que o japonês o ameaçasse. Passados os três minutos previstos por Kimura, a torcida japonesa já não sorria tanto, e o próprio lutador mostrava cada vez mais empenho em vencer a luta o quanto antes. Mesmo passando a guarda de Hélio e montando sobre o brasileiro, Kimura não conseguiu a finalização nos dez minutos do primeiro round. O primeiro round terminou, então, com Kimura arremessando Hélio quatro vezes com osoto gari, ouchi gari, uchi mata e harai goshi. Kimura também infligiu dolorosas e sufocantes técnicas de luta agarrada em Hélio, como, kuzure-kamishiho-gatame, kesa gatame e sankaku jime.
Na ida para seus córneres, o sorriso de Hélio contrastava com a falta de expressão do japonês.
Kimura começou o segundo round derrubando Hélio, e repetiu a derrubada aos cinco minutos de luta. A violência da queda fez Hélio perder a consciência, não recobrando-a a tempo de impedir uma chave de braço indefensável do japonês - que depois seria batizada com o seu nome. Com o golpe encaixado e sem qualquer possibilidade de desvencilhar-se, Hélio se recusava a bater. Percebendo que o irmão teria o braço fraturado, e conhecendo a sua fibra, que o impedia de desistir do combate, Carlos Gracie invadiu o tablado e bateu no chão três vezes, encerrando a luta.
Em entrevista após a luta, publicada no livro "Carlos Gracie - o criador de uma dinastia", de Reila Gracie, Hélio explicou o motivo de enfrentar Kimura.
| “ | "Pouco me importava, como brasileiro, ante 40 mil irmãos, ser vencido por um verdadeiro gigante - gigante no tamanho, na energia e na técnica. Um gigante que de forma alguma me daria a mais leve chance. Isso significava muito para a minha convicção, para o meu cartel e, por que não dizê-lo, para minha vaidade pessoal. Apesar de nitidamente derrotado no ringue, fui reconfortado pela imprensa e pelo público, porque todos haviam compreendido a minha intenção, o meu desejo de provar, com o meu possível massacre, a importância de pelejar sem esperança de vitória." | ” |

Kimura, ao longo da vida, deu inúmeros depoimentos de enaltecimento ao rival, chamando-o sempre de "o homem que nunca desiste".